# Júlio César (football, 1979)
Pour les articles homonymes, voir Júlio César, César, Soares et Espíndola.
Júlio César Soares Espíndola, né le 3 septembre 1979 à Duque de Caxias, est un ancien footballeur international brésilien qui évoluait au poste de gardien de but.

## Biographie

### Débuts au Brésil
Né à Duque de Caxias, Júlio César débute par le football en salle au Grajaú Country Club. Il y joue attaquant jusqu'à ses douze ans, âge auquel il s'essaie au poste de gardien de but, une révélation pour lui. Sa souplesse naturelle, son coup d’œil et sa détente attirent les recruteurs du club de football du CR Flamengo.
Il y débute en professionnel à 17 ans à l'occasion de la demi-finale de la Coupe du Brésil face à Palmeiras. En 2001, il remporte un troisième de Champion de Rio de Janeiro. Perfectionniste, il s'inspire des méthodes de l'équipe brésilienne de gymnastique pour s'améliorer. Il devient peu à peu le numéro un de l'équipe brésilienne et participe à la Copa Libertadores 2002.
En huit saisons, il remporte quatre titres de champion et une coupe de Rio de Janeiro ainsi qu'une Coupe Guanabara.

### Inter Milan
Sur conseil de son attaquant Adriano, l'Inter Milan l'engage en janvier 2005 avant de le prêter immédiatement au Chievo Vérone, pour des raisons de quotas de joueurs hors UE. Il ne joue cependant aucun match avec son nouveau club.
Il rentre alors à la fin de la saison à l'Inter de Milan en tant que doublure de Francesco Toldo. Cependant, il dépasse très vite le simple statut de doublure. En effet, après plusieurs matchs convaincants, il prend peu à peu la place de titulaire. Pour sa première saison dans le club milanais, le club termine à la troisième place du championnat d'Italie mais se voit être finalement nommé champion d'Italie à la suite de l'affaire des matchs truqués et remporte la Coupe d'Italie 2006.
Après ce titre remporté en dehors du terrain, le club est champion d'Italie les trois années suivantes grâce à ses résultats.
À l'occasion du match aller contre les Anglais de Chelsea, comptant pour les huitièmes de finale de Ligue des champions de l'UEFA 2009-2010, Júlio César dispute l'intégralité de la rencontre avec un œil au beurre noir, résultat d'un accident de voiture quelques jours plus tôt. Malgré ce handicap, il sait à nouveau se montrer décisif et sort quelques parades, n'encaissant qu'un but malgré la multitude d'occasion des Blues. Malgré une légère baisse de régime, notamment en championnat, il est un acteur important du fameux triplé historique de l'Inter Milan tout au long de la saison et prouve à nouveau qu'il est l'un des meilleurs gardiens du monde. Il remporte notamment son quatrième titre de champion d'Italie et sa première Ligue des Champions après avoir éliminé le FC Barcelone en demi-finale puis le Bayern Munich en finale.
Fin juillet 2012, il annonce son départ de l'Inter après 300 matchs disputés sous le maillot nerazzurri.

### Queens Park Rangers
Le 29 août 2012, il signe un contrat de quatre ans aux Queens Park Rangers qui vient de réaliser alors un recrutement très ambitieux avec notamment les arrivées de José Bosingua, Loïc Rémy, Park Ji-Sung et Esteban Granero. Le 15 septembre suivant, il dispute son premier match sous ses nouvelles couleurs face à Chelsea lors d'un match nul et vierge. Le club est finalement relégué en seconde division anglaise à l'issue du championnat après avoir fini 20e et bon dernier lors de la saison 2012-2013. Júlio César prend part à vingt-six rencontres toutes compétitions confondues.
Annoncé au mercato à Arsenal et Naples, le joueur reste finalement dans l'antichambre du football anglais, où il n'est plus que doublure de Robert Green. Sans temps de jeu, et la Coupe du monde au Brésil approchant, il accepte d'être prêté au Toronto FC en février 2014 pour évoluer en Major League Soccer.

### Benfica Lisbonne
Ne souhaitant pas rentrer en Angleterre où il est promis à un rôle de doublure, Julio César décide de s'engager avec le Benfica Lisbonne le 18 août 2014. Il joue plus de trente matchs lors de chacune de ses deux premières saisons dans le club portugais et termine à chaque fois champion du Portugal.
Lors de la saison 2016-2017, il devient peu à peu la doublure du jeune Ederson Moraes.
Il annonce le 28 novembre 2017 qu'il quitte le Benfica Lisbonne.

### Équipe du Brésil
En équipe nationale, César ne peut d'abord s'exprimer que lors d'absences de Dida, le portier du Milan AC. Il débute en sélection face au Chili lors de la Copa América 2004 qu'il remporte.
Dans le classement du Ballon d'or 2009, il est élu deuxième meilleur gardien du monde (après Iker Casillas).
La Coupe du monde 2010 est l'occasion pour Julio César de démontrer tout son talent. Malheureusement l'aventure s'avère beaucoup moins longue et heureuse que prévu. Lors du match opposant le Brésil aux Pays-Bas durant les quarts de finale, Júlio César est l'auteur d'une sortie plutôt hasardeuse sur un centre rentrant de Wesley Sneijder, son coéquipier à l'Inter, et laisse filer un but qui -à priori- était évitable. On s'aperçoit alors sur les ralentis qu'il rentre en collision avec Felipe Melo et ne peut s'aligner sur la trajectoire du ballon. Le cauchemar n'est pas fini et les Pays-Bas enfoncent le clou avec un deuxième but de la tête de Sneijder, après une déviation de la tête de Dirk Kuyt. Le Brésil finit par sombrer psychologiquement (carton rouge pour Felipe Melo qui s'essuie les crampons sur Robben) alors qu'ils menaient pourtant 1-0 à la mi-temps en ayant le match bien en main. Le Brésil s'incline finalement 2-1 contre les Oranjes et sort du tournoi par la petite porte.
La Coupe du monde 2014 débute bien pour Julio César mais tout s’effondre face à l'Allemagne lorsqu'il encaisse 7 buts menant le Brésil à l'élimination en demi-finales.

## Statistiques
| Saison                | Club                  | Championnat           | Championnat | Championnat | Coupe(s) nationale(s) | Coupe(s) nationale(s) | Supercoupe | Supercoupe | Compétition(s) continentale(s) | Compétition(s) continentale(s) | Compétition(s) continentale(s) | Supercoupe UEFA | Supercoupe UEFA | Coupe du monde des clubs | Coupe du monde des clubs | Brésil | Brésil | Total | Total |
| Saison                | Club                  | Division              | M.          | B.          | M.                    | B.                    | M.         | B.         | Comp.                          | M.                             | B.                             | M.              | B.              | M.                       | B.                       | M.     | B.     | M.    | B.    |
| 1997                  | Flamengo              | Brasileirão           | 0           | 0           | 1                     | 0                     | -          | -          | -                              | -                              | -                              | -               | -               | -                        | -                        | -      | -      | 1     | 0     |
| 1998                  | Flamengo              | Brasileirão           | 1           | 0           | 0                     | 0                     | -          | -          | -                              | -                              | -                              | -               | -               | -                        | -                        | -      | -      | 1     | 0     |
| 1999                  | Flamengo              | Brasileirão           | 0           | 0           | 0                     | 0                     | -          | -          | -                              | -                              | -                              | -               | -               | -                        | -                        | -      | -      | 0     | 0     |
| 2000                  | Flamengo              | Brasileirão           | 16          | 0           | 1                     | 0                     | -          | -          | -                              | -                              | -                              | -               | -               | -                        | -                        | -      | -      | 17    | 0     |
| 2001                  | Flamengo              | Brasileirão           | 26          | 0           | 6                     | 0                     | -          | -          | -                              | -                              | -                              | -               | -               | -                        | -                        | -      | -      | 32    | 0     |
| 2002                  | Flamengo              | Brasileirão           | 16          | 0           | 0                     | 0                     | -          | -          | CL                             | 5                              | 0                              | -               | -               | -                        | -                        | -      | -      | 21    | 0     |
| 2003                  | Flamengo              | Brasileirão           | 37          | 0           | 9                     | 0                     | -          | -          | -                              | -                              | -                              | -               | -               | -                        | -                        | -      | -      | 46    | 0     |
| 2004                  | Flamengo              | Brasileirão           | 34          | 0           | 11                    | 0                     | -          | -          | -                              | -                              | -                              | -               | -               | -                        | -                        | 9      | 0      | 54    | 0     |
| Sous-total            | Sous-total            | Sous-total            | 130         | 0           | 28                    | 0                     | -          | -          | -                              | 5                              | 0                              | -               | -               | -                        | -                        | 9      | 0      | 172   | 0     |
| 2004-2005             | Chievo Vérone (prêt)  | Serie A               | 0           | 0           | 0                     | 0                     | -          | -          | -                              | -                              | -                              | -               | -               | -                        | -                        | 1      | 0      | 1     | 0     |
| Sous-total            | Sous-total            | Sous-total            | 0           | 0           | 0                     | 0                     | -          | -          | -                              | -                              | -                              | -               | -               | -                        | -                        | 1      | 0      | 1     | 0     |
| 2005-2006             | Inter Milan           | Serie A               | 29          | 0           | 4                     | 0                     | -          | -          | C1                             | 7                              | 0                              | -               | -               | -                        | -                        | 1      | 0      | 41    | 0     |
| 2006-2007             | Inter Milan           | Serie A               | 32          | 0           | 0                     | 0                     | 0          | 0          | C1                             | 6                              | 0                              | -               | -               | -                        | -                        | 2      | 0      | 40    | 0     |
| 2007-2008             | Inter Milan           | Serie A               | 35          | 0           | 0                     | 0                     | 1          | 0          | C1                             | 8                              | 0                              | -               | -               | -                        | -                        | 11     | 0      | 55    | 0     |
| 2008-2009             | Inter Milan           | Serie A               | 36          | 0           | 1                     | 0                     | 1          | 0          | C1                             | 7                              | 0                              | -               | -               | -                        | -                        | 15     | 0      | 60    | 0     |
| 2009-2010             | Inter Milan           | Serie A               | 38          | 0           | 2                     | 0                     | 1          | 0          | C1                             | 13                             | 0                              | -               | -               | -                        | -                        | 14     | 0      | 68    | 0     |
| 2010-2011             | Inter Milan           | Serie A               | 25          | 0           | 3                     | 0                     | 1          | 0          | C1                             | 7                              | 0                              | 1               | 0               | 2                        | 0                        | 7      | 0      | 46    | 0     |
| 2011-2012             | Inter Milan           | Serie A               | 33          | 0           | 0                     | 0                     | 1          | 0          | C1                             | 6                              | 0                              | -               | -               | -                        | -                        | 4      | 0      | 44    | 0     |
| Sous-total            | Sous-total            | Sous-total            | 228         | 0           | 10                    | 0                     | 5          | 0          | -                              | 54                             | 0                              | 1               | 0               | 2                        | 0                        | 54     | 0      | 354   | 0     |
| 2012-2013             | Queens Park Rangers   | Premier League        | 24          | 0           | 2                     | 0                     | -          | -          | -                              | -                              | -                              | -               | -               | -                        | -                        | 10     | 0      | 36    | 0     |
| 2013-2014             | Queens Park Rangers   | Championship          | 0           | 0           | 1                     | 0                     | -          | -          | -                              | -                              | -                              | -               | -               | -                        | -                        | 1      | 0      | 2     | 0     |
| Sous-total            | Sous-total            | Sous-total            | 24          | 0           | 3                     | 0                     | -          | -          | -                              | -                              | -                              | -               | -               | -                        | -                        | 11     | 0      | 38    | 0     |
| 2014                  | Toronto FC (prêt)     | MLS                   | 7           | 0           | 0                     | 0                     | -          | -          | -                              | -                              | -                              | -               | -               | -                        | -                        | 10     | 0      | 17    | 0     |
| Sous-total            | Sous-total            | Sous-total            | 7           | 0           | 0                     | 0                     | -          | -          | -                              | -                              | -                              | -               | -               | -                        | -                        | 10     | 0      | 17    | 0     |
| 2014-2015             | Benfica Lisbonne      | Primeira Liga         | 23          | 0           | 4                     | 0                     | -          | -          | C1                             | 3                              | 0                              | -               | -               | -                        | -                        | -      | -      | 30    | 0     |
| 2015-2016             | Benfica Lisbonne      | Primeira Liga         | 24          | 0           | 2                     | 0                     | 1          | 0          | C1                             | 7                              | 0                              | -               | -               | -                        | -                        | -      | -      | 34    | 0     |
| 2016-2017             | Benfica Lisbonne      | Primeira Liga         | 8           | 0           | 5                     | 0                     | 1          | 0          | C1                             | 1                              | 0                              | -               | -               | -                        | -                        | -      | -      | 15    | 0     |
| 2017-2018             | Benfica Lisbonne      | Primeira Liga         | 2           | 0           | 1                     | 0                     | -          | -          | C1                             | 1                              | 0                              | -               | -               | -                        | -                        | -      | -      | 4     | 0     |
| Sous-total            | Sous-total            | Sous-total            | 57          | 0           | 12                    | 0                     | 2          | 0          | -                              | 12                             | 0                              | -               | -               | -                        | -                        | -      | -      | 83    | 0     |
| Total sur la carrière | Total sur la carrière | Total sur la carrière | 446         | 0           | 53                    | 0                     | 7          | 0          | -                              | 71                             | 0                              | 1               | 0               | 2                        | 0                        | 85     | 0      | 665   | 0     |

## Palmarès

### En sélection
Avec la sélection Brésilienne, Júlio César remporte la Copa América en 2004 ainsi que la Coupe des confédérations à deux reprises en 2009 et 2013 après avoir remporté la Coupe du monde des moins de 17 ans en 1997.

### En club
Júlio César est formé au CR Flamengo avec qui il est Champion de l'État de Rio de Janeiro à quatre reprises en 1999, 2000, 2001 et 2004. Il remporte également la Coupe de Rio de Janeiro en 2000 et la Coupe Guanabara en 2004. Il est également finaliste de la Coupe du Brésil en 1997, 2003 et 2004.
Parti ensuite à l'Inter Milan, il est Champion d'Italie à cinq reprises consécutivement en 2006, 2007, 2008, 2009 et 2010 et remporte trois fois la Coupe d'Italie en 2006, 2010 et 2011 ainsi que deux Supercoupes d'Italie en 2008 et 2010. Il est également vice-champion d'Italie en 2011 et finaliste de la Coupe d'Italie en 2007 et 2008.
Sur le plan continental, il remporte la Ligue des Champions en 2010 et la Coupe du monde des clubs 2010.
Il termine finalement sa carrière au Benfica Lisbonne avec qui il est Champion du Portugal à trois reprises en 2015, 2016 et 2017 et remporte également la Coupe du Portugal en 2017, la Supercoupe du Portugal en 2016 et la Coupe de la ligue en 2015.
| CR Flamengo (4) | Inter Milan (12) | Benfica Lisbonne (6) | Équipe du Brésil (4) |
| --- | --- | --- | --- |
| - Coupe du Brésil : - Finaliste : 1997, 2003 et 2004 - Champion de l'État de Rio de Janeiro : - Vainqueur : 1999, 2000, 2001 et 2004 | - Ligue des Champions : - Vainqueur : 2010 - Coupe du monde des clubs : - Vainqueur : 2010 - Championnat d'Italie : - Vainqueur : 2006, 2007, 2008, 2009 et 2010 - Vice-champion : 2011 - Coupe d'Italie : - Vainqueur : 2006, 2010 et 2011 - Finaliste : 2007 et 2008. - Supercoupe d'Italie : - Vainqueur : 2008 et 2010 - Finaliste : 2007, 2009, 2011 - Supercoupe de l'UEFA : - Finaliste : 2010 | - Championnat du Portugal : - Champion : 2015, 2016 et 2017 - Coupe du Portugal : - Vainqueur : 2017 - Coupe de la Ligue : - Vainqueur : 2015 - Supercoupe du Portugal : - Vainqueur : 2016 - Finaliste : 2015 | - Copa América : - Vainqueur : 2004. - Coupe des confédérations : - Vainqueur : 2009 et 2013 - Coupe du monde -17 ans - Vainqueur : 1997 |

### Distinctions personnelles
A titre individuel, il est élu meilleur gardien de la Ligue des champions de l'UEFA 2009-2010 et meilleur gardien de la Coupe des confédérations 2013. En Italie, il est élu Meilleur gardien de but de l'année de Serie A en 2009 et 2010.